# Vitögd lövletare
Vitögd lövletare (Automolus leucophthalmus) är en fågel i familjen ugnfåglar inom ordningen tättingar.

## Utseende och läte
Vitögd lövletare är en karakteristisk medelstor lövletare. Noterbart är dess vita strupe som kan puffas upp och de ljusa ögonen som gett den sitt namn, tydligt kontrasterande mot kanelbrun kropp, ljusare än hos andra lövletare. Sången består en serie med gnissliga och ljudliga "ki-dee". 

## Utbredning och systematik
Vitögd lövletare delas in i två underarter med följande utbredning:
- Automolus leucophthalmus leucophthalmus – förekommer i östra Brasilien (Bahia till södra Rio Grande)
- Automolus leucophthalmus sulphurascens – förekommer från södra Brasilien (sydöstra Mato Grosso) till östra Paraguay och nordöstra Argentina

## Levnadssätt
Vitögd lövletare hittas i fuktiga skogar och ungskog. Den slår vanligen följe med kringvandrande artblandade flockar.

## Status och hot
Arten har ett stort utbredningsområde, men tros minska i antal, dock inte tillräckligt kraftigt för att den ska betraktas som hotad. Internationella naturvårdsunionen IUCN listar arten som livskraftig (LC).